# 水野清文
水野 清文（みずの きよふみ）は、ラジオ大阪（OBC）の元アナウンサーである。

## 過去の出演番組
- 競輪・競艇レースニュース
- 産経新聞ニュース(昼間の時間帯のみ)
- ニュース・パレード(不定期に近畿地区のレポーターとして出演。)
- 緊急警報試験放送のアナウンス
- アニメトピア
- OBCヤングラジオ
- 近鉄バファローズナイター
- ニュースフライデー515
- 情報ステーションときめき大通り
- 水野清文のワールド・トピックス